# Centre hospitalier montréalais
Un centre hospitalier montréalais est un établissement de santé situé sur l'île de Montréal, au Québec.
Dans la liste ci-dessous, chaque établissement est classé d'abord selon son affiliation à l'une ou l'autre des deux universités montréalaises ayant une faculté de médecine puis selon une division territoriale créée par l'adoption de la loi 10 de 2015.

## Université de Montréal
- Centre hospitalier universitaire Sainte-Justine

### Centre hospitalier de l'Université de Montréal
- Hôtel-Dieu de Montréal
- Hôpital Notre-Dame
- Hôpital Saint-Luc
- Nouveau CHUM

### Centre intégré universitaire de santé et de services sociaux du Centre-Sud-de-l'Île-de-Montréal
- Centre de santé et de services sociaux du Sud-Ouest—Verdun
- Centre de santé et de services sociaux Jeanne-Mance
- Centre de réadaptation en déficience intellectuelle et en troubles envahissants du développement (CRDITED) de Montréal
- Centre de réadaptation en dépendance de Montréal - Institut universitaire
- Hôpital chinois de Montréal (installation regroupée)
- Institut de réadaptation Gingras-Lindsay-de-Montréal
- Institut Raymond-Dewar
- Institut universitaire de gériatrie de Montréal
- La corporation du Centre de réadaptation Lucie-Bruneau
- Le Centre jeunesse de Montréal - Institut universitaire

### Centre intégré universitaire de santé et de services sociaux du Nord-de-l'Île-de-Montréal
- CSSS de Bordeaux-Cartierville-Saint-Laurent
- CSSS d’Ahuntsic et Montréal-Nord
- CSSS du Cœur-de-l'Île
- Hôpital Rivière-des-Prairies
- Hôpital du Sacré-Cœur de Montréal

### Centre intégré universitaire de santé et de services sociaux de l'Est-de-l'Île-de-Montréal
- CSSS de Saint-Léonard et Saint-Michel
- Institut Canadien-Polonais du Bien-Être Inc.
- Hôpital Santa Cabrini
- CSSS de la Pointe-de-l’Île
- Institut universitaire en santé mentale de Montréal
- Hôpital Maisonneuve-Rosemont
- CSSS Lucille-Teasdale

## Université McGill

### Centre universitaire de santé McGill(McGill University Health Centre)
- Hôpital Royal Victoria
- Hôpital général de Montréal
  - Institut Allan Memorial
- Hôpital de Montréal pour enfants (Montreal Children's Hospital)
- Shriners Hospital for Children of Canada
- Institut et hôpital neurologiques de Montréal
- Institut thoracique de Montréal (Montreal Chest Institute)
- Hôpital de Lachine

### Centre intégré universitaire de santé et de services sociaux de l'Ouest-de-l'Île-de-Montréal
Voir la page spécifique : Centre intégré universitaire de santé et de services sociaux de l’Ouest-de-l’Île-de-Montréal
Établissements :
- Centre de réadaptation de l’Ouest de Montréal
- Centre de soins prolongés Grace Dart
- Hôpital général du Lakeshore
- Centre hospitalier de St. Mary
- Institut universitaire en santé mentale Douglas
- Les centres de la jeunesse et de la famille Batshaw

### Centre intégré universitaire de santé et de services sociaux du Centre-Ouest-de-l’Île-de-Montréal
Centres de santé et de services sociaux (CSSS) :
- CSSS Cavendish
- CSSS de la Montagne

Établissements régionaux :
- Centre de réadaptation Constance-Lethbridge
- Centre de réadaptation MAB-Mackay
- Centre Miriam
- CHSLD juif de Montréal
- Hôpital général juif Sir Mortimer B. Davis
- Hôpital Mont-Sinaï
- La corporation du Centre hospitalier gériatrique Maimonides